# 蒲松齢
蒲 松齢（ほ しょうれい、Pu Songling、崇禎13年4月16日（1640年6月5日） ‐ 康熙54年1月22日（1715年2月25日））は、清代の作家。字は留仙または剣臣、号は柳泉居士。聊斎先生と呼ばれた。特に怪異小説集『聊斎志異』や農業・医薬の通俗読物『農桑経』などを著したことで知られる。

## 概要
蒲松齢は1640年(崇禎13年)4月16日、山東省済南府淄川県郊外の蒲松荘(現在の山東省淄博市淄川区洪山鎮蒲家村)に生まれた。父親の蒲槃の代には家業が没落し始めており、妾の子として生まれた蒲松齢は家の中でも地位が低かった。19歳の時に童試を受け、県試・府試・道試にすべて首席合格して秀才となった。しかしその後の郷試にはことごとく落第し、合格せずに終わる。46歳になって初めて廩膳生（奨学生）に選ばれ、71歳の時にやっと貢生の名誉を与えられた。蒲松齢はわずかな土地を持ち、生涯教師や幕僚などを務めて糊口をしのいだ。
蒲松齢は20歳から小説の執筆を始め、同時に話の素材の収集を行っていた。鄒濤の『三借廬筆談』によると彼は茶とパイプを傍ら置いて大通りに座し、道を通った者をひき止めては語らって奇異な事柄を収集し、気に入るものがあればそれを粉飾して文にしたという（ただし魯迅はこの話を疑っている）。こうして40歳の時には12巻・490余篇に及ぶ志怪小説『聊斎志異』が完成された。聊斎志異の完成後も蒲松齢は同郷の王士禎の協力を得て文章の推敲を続け、死の直前まで行っていた。聊斎志異は蒲松齢の死後刊行された。
王士禎は蒲松齢を奇才として高く評価し、『聊斎志異』の序文を書いている。『聊斎志異』は王士禎が評価したことで評判が高まり、広く流布するようになった。手稿は237篇分が現存し遼寧図書館に収蔵されている。これは中国の古典小説の中で唯一現存している手稿である。蒲松齢この他に詩・詞・散文・俚曲を多数創作しており、白話小説『醒世姻縁伝』の作者西周生は蒲松齢の筆名だといわれている。

## 人物
蒲松齢が生まれた年の前年(崇禎12年)正月、清兵が山東済南府を攻め落とし民衆を殺害、城中の死体は13万余に及んだ。ついで清兵は崇禎15年に再び山東に侵入(当時蒲2歳)。被害は前回よりもひどく、莫大な金銀財宝が奪われ、36万9000人が俘虜にされた。李自成・張献忠などが各地に勢力を張り、崇禎17年3月、李自成が北京を占領、これにより崇禎帝は自殺。10月に清の世祖が北京に入り帝位に即く。こうして清朝の中国支配がはじまった。順治4年(蒲松齢8歳)、山東の高苑で謝遷を首領とする暴動が起き、長山・新城を攻め、ついで蒲松齢の出生地淄川を占領、屋敷は全てその巣窟となった。順治7年には、山東の民于七が乱を起こし、康熙元年に平定した。これらの戦乱は幼い蒲松齢の記憶に非常に焼き付き、後に征服者満洲人の残酷な行いを幽鬼の話に織り込み書き記すなど反満の民族意識が蒲松齢の作品に影響を与えている。
順治12年(当時蒲16歳)、満州王朝が征服した中国人社会を王朝体制の中に編成する中、蒲松齢は功名を求める。科挙の試験に及第し、官僚の資格を得、体制内で上に上るコースにとっつくことである。順治15年、蒲は県試・府試・道試に続けて一位で及第、秀才の資格を得る。幸運にも試験官に当時の大詩人施閏章がおり、施閏章が19歳という若さの蒲の文才を認め、賞賛を惜しまなかったのである。しかし、秀才及第後、蒲は次の挙人の試験にはずっと合格できなかった。
康熙11年、蒲は畢際有の家塾の教師となり、ここから70歳に至るまで教師の生活が続く。蒲はこの家塾の教師をしながら日々勉学に励み、郷試及第を狙い続けた。しかし、受けても受けても落第が続き、康熙26年の秋に蒲は科挙の試験に苦しむ心を白髪に重ね「白髪を責める文」を作っている。康熙27年、長男の箬が秀才に及第し、屋敷を増築、蒲家の経済状況は好転した。康熙29年(蒲51歳)、郷試にまたも落第。この時妻の諫めを聞き蒲は科挙に二度と応じなかった。
康熙35年、蒲は大衆向きの法律概説書『懐刑録』を完成させる。続いて康熙43年に日用の文字を身体から昆虫まで31章に分類し収録、それぞれ七言の歌謡の形にまとめて記した『日用俗字』、康熙44年に農業読本というべき『農桑経』を編纂した。
康熙43年、淄川は穀物が高く、民衆は飢えた。6月になりやっと雨がふり、穀物が一斉に茂ったが、害虫の発生、ついでイナゴの被害が大きく淄川は凶作となった。道端には多くの餓死者の死体が横たわり、盗賊が猖獗した。蒲はこの状況を『記災全編』『秋災記略後編』で飾らぬ形で直叙している。
康熙49年(蒲71歳)、蒲はやっと貢生になり、家塾の教師を辞め悠々自適の生活を送った。
康熙50年正月5日、父の墓参りに出かけ蒲は風邪を引いてしまう。この風邪が原因で次第に衰弱が加わり、正月22日窓にもたれ正座したまま蒲76歳で死去した。

## 著作
- 聊斎志異
- 醒世姻縁伝
- 晴雲山房詩文集
- 紅椒山房筆記
- 雑説
- 片雲詩話
- 省身録
- 懐刑録
- 日用俗字
- 歴字文
- 聊斎詞
- 聊斎白話韻文

## 蒲松齢を主題とした映画
- 『ナイト・オブ・シャドー 魔法拳』（2019年）……演じるのはジャッキー・チェン。
- 『チャイニーズ・ゴースト・ストーリー/千年魔界大戦』（2020年）……演じるのはチャン・ヤーチー。